# Ingatestone
Ingatestone é uma vila em Essex, Inglaterra. A população registrada no censo de 2011 foi de 5.365, tendo aumentado para 5.565 de acordo com uma estimativa de 2019. Imediatamente ao norte fica a aldeia de Fryerning e, juntas, as duas formam a freguesia de Ingatestone e Fryerning. Ingatestone está localizada no Cinturão Verde Metropolitano, a 32 km a nordeste de Londres. A área construída está situada em grande parte entre a estrada nacional A12 e a Great Eastern Main Railway Line. Hoje, Ingatestone é uma aldeia afluente de passageiros, considerada um dos melhores lugares para se viver no Reino Unido em 2020 pelo Sunday Times.